# Dilipi
Dilipi (en georgiano: მამწვარა; en armenio: Դիլիֆ, romanizado: Dilif) es una aldea de Georgia ubicada en el sur de la región de Mesjetia-Yavajetia, siendo parte del municipio de Ninotsminda.  

## Geografía
Dilipi se encuentra en la meseta de Yavajetia, al oeste del lago Janchali y a 16 km de Ninotsminda.  

## Historia
El antiguo nombre georgiano del pueblo es Dlivi (en georgiano: დლივი), como se menciona en Crónicas georgianas y en la obra Historia mundial del historiador armenio Stepanos Asoguik (siglos X-XI).En los siglos X-XI fue una de las residencias de los reyes georgianos. En 988, David III de Tao acampó en Dilipi, esperando un ataque de Bagrat III. Aquí, periódicamente, los duques de Trialetia, los Bagvashis, tenían una posición y se enemistaban con los Bagrationi. En 1058, Liparit IV, duque de Kldekari y su hijo Iván fueron capturados en Dilipi.
El pueblo de Dilipi fue refundado en el verano de 1830 por inmigrantes de los pueblos de Yengikoy y Jachaluy de la provincia de Hınıs, el pueblo de Yenikoy de la provincia de Hınıs, el pueblo de Tejut de la provincia de Jlat de la provincia de Bitlis, la ciudad de Kajzvan y otros lugares. Los gitanos armenios (lom) también se establecieron en Dilipi, quienes luego se mudaron a Ajalkalaki.
En mayo de 1918, Dilipi sufrió mucho por la invasión turca de Yavajetia, perdiendo el 25% de su población (320 personas).
En 1930 se organizó una granja colectiva, se construyó una central hidroeléctrica en 1950  y una nueva escuela en 1962. En 1981, se construyó el campamento de pioneros de Yavajetia en Dilipi. 

## Demografía
La evolución demográfica de Dilipi entre 2002 y 2014 fue la siguiente:
| 1528                                            | 1098 |
| (Fuente: Population of Georgia in Soviet times) |      |

Según los datos del censo de 2014, los armenios son el 99,6 % de la población local.

## Economía
En los alrededores de Dilpi hay potentes manantiales de aguas minerales y grandes reservas de piedra pómez.

## Infraestructura

### Arquitectura, monumentos y lugares de interés
Cerca del pueblo hay una iglesia de la primera época feudal, construida entre 1862-1866. 

### Educación
En el pueblo hay una escuela.